# Tommaso Corsini (giurista)
Tommaso Corsini (... – 1366) è stato un giurista italiano.
Docente di diritto civile a Siena e Firenze, nel 1347 pronunciò un celebre discorso davanti a Luigi d'Ungheria.